# Roberto Santamaria
Roberto Santamaria (* 7. Juni 1963 in Havanna, Kuba) ist ein kubanischer Jazzmusiker und Perkussionist. 

## Leben und Wirken
Roberto Santamaria ist der Neffe des Perkussionisten Mongo Santamaría, der als Mitbegründer des Afro Cuban Jazz gilt.
Santamaria kam früh mit Percussionisten in Kontakt. So lernte er das Spielen auf Schlag- und Effektinstrumenten bei den Musikern Changito, Oscar Valdez (Irakere) und vor allem bei seinem Onkel, Mongo Santamaría. Dieser afrokubanische Einfluss, der durch eine besondere Technik beim Congaspielen gekennzeichnet ist, zeichnet seine Performances aus. 
Santamaria ließ sich zum Ökonomen ausbilden und begann direkt im Anschluss, als Musiker zu arbeiten. In Havanna spielte er in Clubs und Bands. Im Jahr 2001 reiste er mit der Gruppe „Caribean“ für zwei Jahre nach Dubai. 2003 kehrte er zurück nach Kuba und gründete dort seine eigene Band „Roberto Santamaria“. Ein Tribute-Konzert für Mongo Santamaria im Jazz-Cafe von Havanna war der Durchbruch zu einer Karriere mit eigener Band. Auftritte auf dem Jazz- und dem Percussion Festival in der kubanischen Hauptstadt folgten. 2010 bestritt seine Band das Eröffnungskonzert für das „Disco Festival von Havanna“.
Seit 2008 trat Santamaria im Ausland auf, u. a. bei den Jazz und Klassik Tagen in Tübingen, beim Afrika-Festival in Bayreuth, beim Percussionfestival in Österreich und im ersten Jazzclub von Shanghai. 
Zudem begann er Anfang der 2000er Jahre, als Dozent für Schlagzeuger aus Europa, Kanada und Asien zu arbeiten. Bis heute unterrichtet Santamaria sowohl Anfänger als auch Berufsmusiker und führt diese in die afrokubanischen Rhythmen ein: Rumba, Guaguanco, Columbia, Vambu, Abakua, Bembe, Palo monte, Son montuno, Guaracha, Mambo, Cha Cha Cha, Songo, Mozambike, Timba, Changui. Seinen Unterricht gibt er in Deutschland und auf Kuba. Unterrichtssprache ist dabei Englisch, Deutsch oder Spanisch. 
Ein Projekt von Santamaria ist die Latin-Jazz-Band Roberto Santamaria and His Latin Jazz Stars, in der er internationale Größen des Latin Jazz miteinander vereint: Joe Gallardo (Grammy-Gewinner mit der Band von Mongo Santamaria), Hector Martignon (mehrfach Grammy-nominiert), Mike Mossmann und Leandro Saint-Hill. In der Rhythmusgruppe spielen die kolumbianischen Talente Rodrigo Viallalon und Juan Camilo Villa. Gemeinsam mit Dizzy Krisch am Vibraphon und dessen Sohn Anselm am Piano spielt er in seinem Rhythmus Synikat begleitet von Branko Amsek (Bass) und Wieland Braunschweiger (Schlagzeug).
Santamaria lebt heute vorwiegend in Tübingen und reist regelmäßig in seine kubanische Heimat.

## Diskografie
- Cuba Soul Train (2021)
- Roberto Santamaria and His Latin Jazz Stars Fiesta Al Jazz (2013)
- 6ix Toys feat. Roberto Santamaria Latin Pop (2011)